# Édouard Portalis
Pour les autres membres de la famille, voir Famille Portalis.
Albert-Édouard Portalis, né le 26 mars 1845 à Vesoul, et mort le 29 avril 1918 à Poissy, est un journaliste et patron de presse français.

## Biographie
Fils du baron Jean-Baptiste Harold Portalis (1810-1899) et de la baronne née Victorine Adrienne Louise Caroline Mounier (1823-1881), Édouard Portalis est né au 35 rue Saint-Georges, dans le quartier historique de Vesoul. À la suite d'un voyage aux États-Unis, il publie en 1869 un essai remarqué, Les États-Unis, le self-government et le césarisme, et prend la profession de journaliste. Il fonde cette année-là une revue hebdomadaire, Le Courrier des deux mondes, proche du courant démocrate républicain qui commence à réémerger à la fin du Second Empire.
Durant la guerre franco-allemande de 1870, il devient rédacteur en chef de L'Électeur libre, puis fonde La Vérité, situé 9 rue d'Aboukir, proche de l'esprit communard : le journal est interdit le 4 septembre 1871.
En avril 1872, il achète Le Corsaire, journal à son tour interdit en avril 1873 pour une série d'articles signés Émile Zola, lequel prit peu à peu ses distances. Dans la foulée, il rachète alors l'Avenir national, mais le titre est interdit en octobre 1873 pour un article signé « Alceste » contre le « comte de Chambord ». Il est également administrateur de La Constitution, journal qui est également interdit par le ministère d’Albert de Broglie.
En 1878, il acquiert Le Petit Lyonnais, puis, en 1886, Le XIXe siècle, un temps proche du boulangisme, le temps de prendre de l'argent au mouvement jusqu'en juin 1888 où le gouvernement remplace ce financement. Devenu financier, lanceur d’affaires, il a participé, en cette qualité à la création de la Société des « Messageries Parisiennes » puis de la « Compagnie des Voitures (Urbaines) », de la Compagnie du Gros Camionnage », de la Société de publicité « Bonnard-Bidault », de la Société des « Vidanges », de la Société du « Café de la
Paix », de la Société « des Constructions de La Villette », de la Société « Fribourg ainé », de la « Société des Grands Magasins du Coin de rue », etc., toutes sociétés qui se sont effondrées les unes après tes autres:132.
Il avait des moyens inhabituels de se procurer des fonds : Sa famille, on le sait, était très riche. Son père, ancien receveur général était mort (non ! 1899 seulement), laissant une grosse fortune que Portalis avait dévorée en peu de temps. Sa mère vivait toujours et habitait Versailles. Un soir des voleurs s’étaient introduits dans la maison, avaient défoncé le coffre-fort, et emporté le contenu. La justice ayant commencé son enquête, mais l’instruction a été immédiatement et rapidement arrêtée, lorsque le commissaire central est venu trouver Mme Portalis et lui dire carrément : « Madame, il est inutile de continuer les poursuites. On connait le coupable, il est de votre maison, et la loi ne peut pas le punir. C’est votre fils. » Le voyage effectué en Amérique était destiné à amener l’oubli de ce passé gênant. Ensuite, il a essayé de faire chanter Jules Favre de 300 000 francs, sous menace de révéler l’histoire de la légitimation frauduleuse des enfants Laluyé, et préalablement lui avait soutiré 100 000 francs à ce dernier. Puis il avait profité du projet de loi sur la restitution des biens des d’Orléans pour se faire payer grassement son silence par le duc d’Aumale.
En février 1895, il est poursuivi par la justice pour une affaire de chantage : Le XIXe siècle faisait paraître depuis deux ans une page de potins mettant en cause Isidore Bloch, du Cercle de l'escrime, et Charles Bertrand, du Cercle Washington. Les deux hommes s'étaient vu exiger des sommes de plusieurs dizaines de milliers de francs en échange de l'arrêt des publications « indiscrètes ». Les négociations avaient entre autres été menées par le « baron » Ladislas Heftler, l'ex-député Camille Dreyfus et le publiciste Raoul Canivet. Portalis, choisissant de s'exiler, fut condamné in abstentia à cinq ans de prison et 3 000 francs d’amende. C'en était fini de sa carrière.
De son mariage avec Laure Lapie (1846-1938), il n'a pas eu d'enfants.

## Publications
- Les États-Unis, le self-government et le césarisme, Paris, Armand le Chevalier, 1869, 280 p. (lire en ligne).
- Deux Républiques, Paris, G. Charpentier, 1880 (lire en ligne sur Gallica).
- La Révision, lettres échangées entre le directeur de "la France" et le directeur de "la Vérité", Paris, Édouard Dentu, 1881 (lire en ligne sur Gallica).
- Un guet-apens judiciaire : mémoire d’un condamné par défaut à l’opinion, à la presse, à ses juges, Paris, Albert Savine, 1896, 479 p., in-18 (lire en ligne sur Gallica).